# Instituto Millenium
O Instituto Millenium, também conhecido pelo acrônimo Imil (ou IMIL), é um advocacy think tank brasileiro, com sede no Rio de Janeiro. Foi criado em 2005 pela economista Patrícia Carlos de Andrade e pelo professor de filosofia Denis Rosenfield, para difundir uma visão de mundo liberal, situando-se à direita do espectro político. Conta com o apoio de importantes grupos empresariais e dos meios de comunicação de massa, buscando influenciar a sociedade brasileira através da divulgação das ideias de seus representantes, especialistas e colunistas.
As conexões entre o Imil e a grande imprensa tendem a assegurar aos seus filiados do Instituto o espaço midiático dedicado à veiculação do ideário do Instituto.

## Vinculação ideológica
O Imil não se assumia como "liberal" pelo menos até os anos 2000, pois, segundo sua fundadora, Patrícia Carlos de Andrade, esta palavra seria traduzida erroneamente no Brasil como "direitista" ou "apoiador de ditaduras militares". Já em 2005, Patricia Andrade assina, como co-autora, artigo publicado no site do Imil, no qual critica a falta de uma "corrente político-cultural de direita moderna, que apresente alternativas de avanço para o País  na conclusão da transição entre o forte estatismo que sempre caracterizou a sociedade brasileira e a real democracia de mercado, nunca antes experimentada".
O Imil alinha-se com outras instituições similares, como a Atlas Economic Research Foundation.
O Imil tem sido apontado como um sucessor do IPES, um dos organizadores do Golpe de 64.

## Financiamento e estrutura
O Instituto alega que, entre seus mantenedores, parceiros e patrocinadores, estão o Editora Abril, O Estado de S. Paulo, Grupo RBS, Abert, Universidade Estácio de Sá, Gerdau e Suzano), Porto Seguro Seguros, Bank of America Merrill Lynch.

## Personalidades associadas
Fazem (ou fizeram) parte do Instituto Millenium:
- Paulo Guedes (membro-fundador)[10]
- Rodrigo Constantino (membro-fundador)[11]
- Sebastião Ventura (Presidente do Conselho) [12]
- Milla Maia (atual CEO)[12]

O Instituto tem ou teve como colaboradores (convidados), dentre outros, as seguintes personalidades:
- Ali Kamel
- André Franco Montoro Filho
- Carlos Alberto Di Franco
- Carlos Alberto Sardenberg
- Cláudia Costin
- Eugênio Bucci
- Cora Ronai
- Demétrio Magnoli
- Guilherme Fiuza
- Gustavo Franco
- Jorge Gerdau
- José Eli da Veiga
- José Padilha
- José Piñera
- José Roberto Guzzo
- Mailson da Nóbrega
- Marcelo Neri
- Marcos Cintra
- Marina Helena
- Merval Pereira
- Nelson Motta
- Pedro Malan
- Reinaldo Azevedo

O Instituto apresenta (dentre outros), os seguintes "especialistas":
- Arnaldo Niskier
- Bolívar Lamounier
- Edmar Bacha
- Flávio Morgenstern
- Gustavo Ioschpe
- Hélio Beltrão
- Ives Gandra Martins
- Jorge Maranhão
- Leandro Narloch
- Luiz Felipe Lampreia
- Marco Antonio Rocha
- Monica Baumgarten de Bolle
- Rolf Kuntz
- Marcelo Madureira
- Paulo Guedes
- Roberto DaMatta
- Rodrigo Constantino
- Yoani Sánchez